# Поваккаци
«Поваккаци: Жизнь в изменении» (1988) — второй фильм трилогии «Каци» режиссёра Годфри Реджио, о размеренности Востока и суматошности Запада. Жанр данного фильма можно отнести к экспериментальному документальному кино, оригинальный саундтрек был написан Филипом Глассом. Исполнительными продюсерами выступили Джордж Лукас и Фрэнсис Форд Коппола.

## Концепция
В основе фильма заложены гуманистические идеи, что естественно для Реджио, известного своей благотворительной деятельностью. Интересы режиссёра не исчерпываются разрушительным воздействием современного общества по отношению к природе, на что делается упор в первой части трилогии «Койяанискаци», но распространяются и на самого человека, а в особенности на представителей бедных слоёв населения.
«Повакаци» означает «жизнь в трансформации», слово «Powaqa» на языке хопи означает того, кто «живёт за чужой счёт», слово же «qatsi» — «жизнь». Режиссёр делает попытку уловить тот отпечаток, который был наложен технологическим прогрессом на древние культуры, на их исчезающее великолепие. В фильме, съёмки которого продолжались с 1985 по 1987, фокус делается на процессах глобализации и исчезающих особенностях древней культуры так называемого третьего мира: культурах Азии, Индии, Африки, Ближнего Востока и Южной Америки. В течение шести месяцев режиссёр со своей съёмочной группой побывал в 12 странах, включая Индию, Египет, Бразилию, Перу, Кению, Непал и Нигерию, там он производил съёмки обычных людей за работой и во время отдыха, пытался проследить их взаимоотношения с внедряющимися в традиционную жизнь технологиями.
Особенно ярко показывается контраст существующих способов жизни, и того, как эти способы меняются вследствие механизации и внедрения технологий — локальные поселения разрастаются до мегаполисов, что имеет, по мнению Реджио, негативный эффект. Некоторые кадры, запечатлевают коренное население маленьких деревень, население которых на грани исчезновения, как и огромный культурный пласт, носителями которого они являются — их глаза выражают тревогу. Тем не менее, Поваккаци не является, по словам Реджио, фильмом о том, что должно существовать, а что нет, его цель состоит в том, чтобы уловить изменения в их разнообразии, не объясняя. Культуры, умирающие и процветающие, благодаря индустрии или во имя неё, сливаются в симфонию. Следуя этой идее музыка Гласса, написанная специально к фильму, сочетает в себе использование национальных, классических и электронных инструментов, особенный упор делается на племенной ритм, пронизывающий всю музыкальную партию.

## Экспозиция и финал
Ключевой кадр «Поваккаци», появляется в фильме дважды — в экспозиции и финале. «Поваккаци» открывается кадрами золотой шахты Серра-Пелада в Бразилии, представляющейся как человеческий муравейник, в котором люди монотонно идут снизу вверх и обратно, вынося на себе мешки с грунтом. Внимание Реджио привлёк раненный рабочий, которого несли на плечах, кадр напоминает живописный сюжет оплакивания Христа. Человек, принесённый в жертву другому человеку — образ расшифровывающий название фильма «Поваккаци» — хищническое существование за счёт поглощения жизней других существ. Фильм завершается главным опорным кадром, в котором — человек, не вознёсшийся к Богу, не оплаканный себе подобными, но вынесенный вместе с мешками отработанного грунта.

Если первый фильм трилогии «Койяанискаци» — обобщённый образ Севера, то второй — это Юг человечества, являющиеся противоположными мирами. Это традиционные культуры с народными промыслами, характерным укладом, которые разрушаются во имя жизни Севера, который, по мнению Реджио, обречён и обрекает на гибель и Юг. Тем не менее, именно там и может быть потенциал спасения от цивилизационного тупика современного высокоразвитого общества. 
«Я не случайно так часто использую слова из первобытных языков. „Первобытный“ означает „дикий“, „не загубленный цивилизацией“, „естественный“. Социальная функция таких слов ничем не ограничена, а значит, они могут обогатить нашу жизнь подлинными, то есть неподдельными чувствами.

Существует мнение, что первобытные люди жили вообще без веры, без культуры. Нет, все ровно наоборот. Именно первобытное сознание и мировосприятие — тот самый свет в темноте, который открывает простор человеческому естеству и концентрирует это естество в слове. Есть такое высказывание: „Одна картина стоит тысячи слов“. В своих фильмах я стараюсь его опровергнуть. Я хочу снять тысячи картин, чтобы достичь чувственной силы одного Слова.»

## Особенности киноязыка
В «Поваккаци» Реджио применяет технику 60-ти 130-ти кадров в секунду (нормальная скорость киносъёмки 24 кадра в секунду). Подобная ускоренная киносъёмка при показе фильма имеет обратный эффект — на экране всё замедляется. Этот эффект необходим Реджио для создания иного, отличного от использования в «Койяанискаци» киноязыка, подчёркивающего инаковость мира «Поваккаци», для разработки принципиально новых образов.
«На самом же деле технологический по природе язык, который мы используем в кино, не в состоянии даже просто описать проблемы, существующие в мире. Да и сегодняшняя наша повседневная лексика не в силах объяснить то, что происходит в современной жизни, потому что она тоже технологична. Для меня это трагедия. Поэтому для меня чрезвычайно важен другой тип общения между мной и моими зрителями: я стараюсь обращаться к ним посредством самых обобщенных, символических образов, пытаясь дать людям понять, что они теряют. Лишь один пример: в начале XX века в мире насчитывалось около тридцати тысяч языков и диалектов, к концу столетия их осталось около четырех тысяч. Древняя речевая культура многих народов поглощена современными технологиями. И, возможно, мы должны найти некий новый язык, который не был бы их придатком. Или вернуться к старому.»